# Anticristo

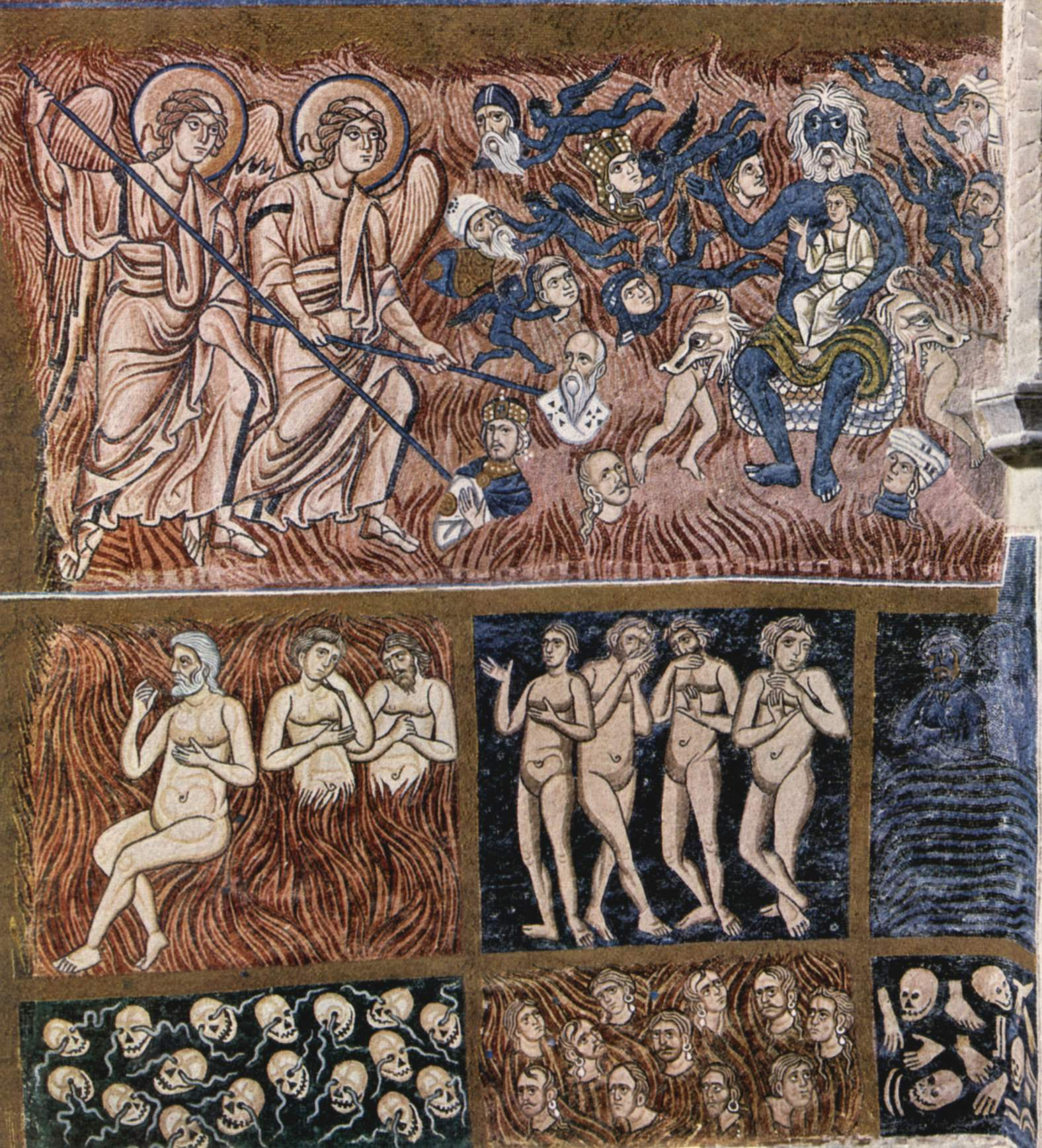
Satana porta in grembo l'anticristo, XIII secolo, basilica di Santa Maria Assunta, isola di Torcello, Veneto

L'anticristo, per alcune correnti del cristianesimo, è il nemico escatologico del Messia: chiamato anche "falso Cristo", è l'antagonista di Cristo, l'oppositore all'avvento del Regno di Dio in questo mondo, lo strumento del "grande avversario" (Satana), potentissimo eppure già destinato a soccombere.
Anche nell'ambito del giudaismo e dell'Islam sono state o sono tuttora presenti correnti che professano la credenza nell'avvento di un falso messia.

## Nel Giudaismo
È chiaro che nel Giudaismo non può esistere un "anticristo" con la funzione escatologica che questa parola richiama nel cristianesimo. Si possono riconoscere, però, alcune credenze in un "avversario dei tempi ultimi", credenze che si affermarono dopo l'esilio babilonese, in collegamento anche con il concetto delle "doglie del Messia", ovvero delle tribolazioni che precederanno la sua venuta.
Tra i nemici escatologici, si possono citare il principe guerriero Gog di cui si parla nel libro di Ezechiele (38-39), oppure il misterioso sovrano asiatico di Daniele 11,21-45, che dovrebbe avversare il Regno di Dio con le armi, e tormentare il popolo di Israele con grandi devastazioni e tribolazioni, per essere poi sconfitto miseramente.
Quando la Giudea cadde definitivamente sotto il giogo dei Romani, si fece strada tra gli ebrei una corrente che identificava proprio nei Romani (o in un loro imperatore) l'incarnazione dell'ultimo avversario, destinato comunque ad essere annientato all'arrivo del Messia.
Sia in collegamento a questa corrente che in riferimento al sovrano asiatico nel passo di Daniele, l'escatologia ebraica medievale introduceva la figura di Armilus (ebraico: ארמילוס, il cui nome potrebbe derivare da Romolo), la quale avrebbe conquistato l'intera Terra. Stabilendosi a Gerusalemme, avrebbe perseguitato i credenti ebrei fino alla sua sconfitta finale per mano del Messia ebreo. La sua distruzione simboleggia la vittoria finale del Messia ebraico nell'era messianica.

## Nel Nuovo Testamento

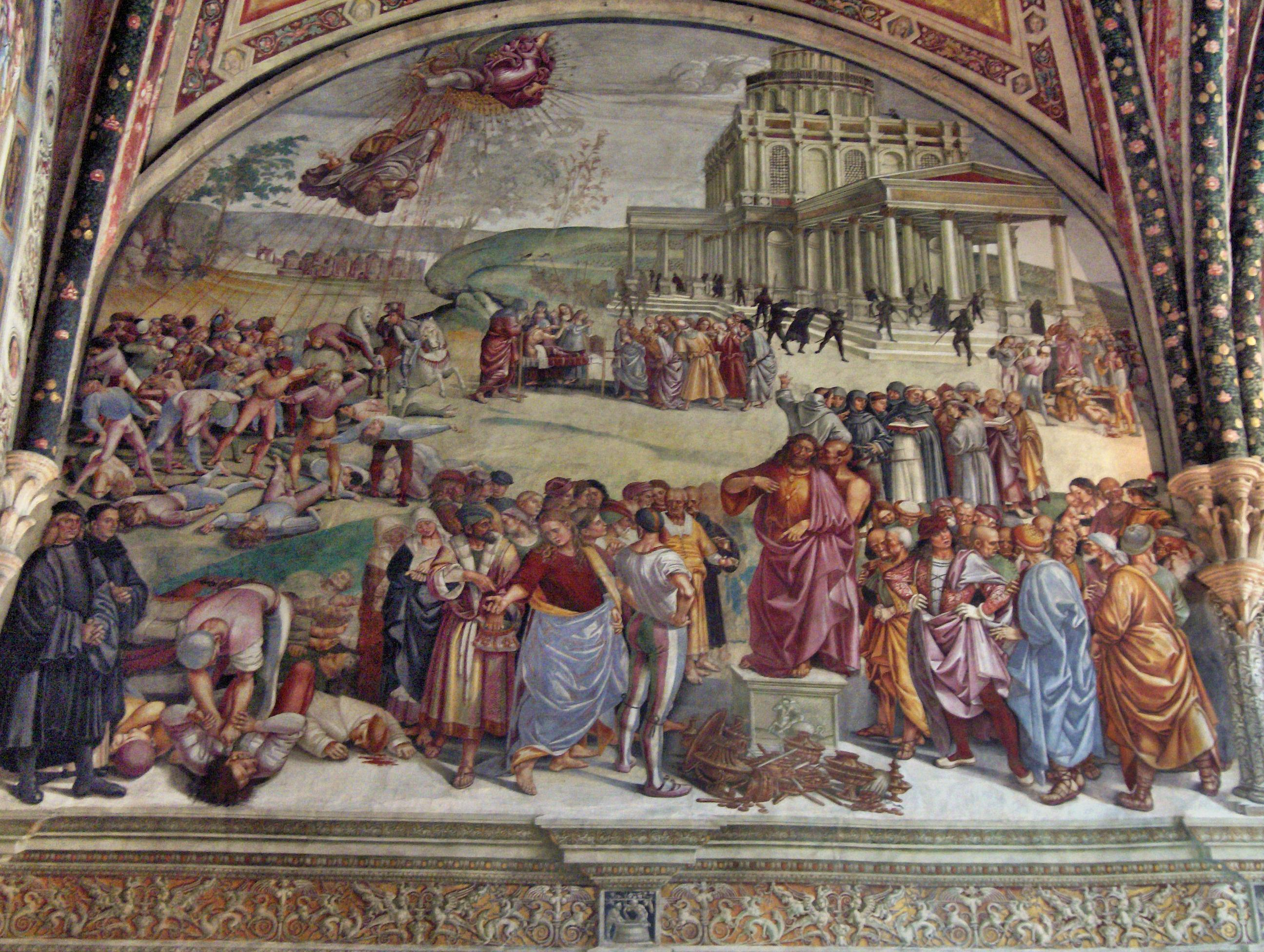
La predicazione dell'anticristo, Luca Signorelli e la sua scuola (1499-1504), (Orvieto), Cappella di San Brizio nel Duomo di Orvieto

Essendo proprio del cristianesimo il concetto di un Cristo (che ben presto acquisì caratteristiche differenti rispetto al Messia del Giudaismo), anche il concetto di "anticristo" è proprio di questa religione.
Nonostante lo sviluppo che la figura dell'anticristo conobbe soprattutto nel primo millennio, essa compare soltanto in pochissimi passi del Nuovo Testamento. A parlare esplicitamente di ἁντίχριστος (antíchristos) sono soltanto tre versetti della Prima lettera di Giovanni, 2,18, 2,22 e 4,3 e un versetto della Seconda lettera di Giovanni, 7. Particolarmente significativo è il fatto che da una concezione soprannaturale di questa figura, Giovanni la riconduca alla mancanza di fede che la comunità cristiana cui scrive registra intorno a sé e a volte anche al suo interno. Giovanni afferma la sua natura personale: "Chi è il menzognero se non colui che nega che Gesù è il Cristo? L'anticristo è colui che nega il Padre e il Figlio" (1 Gv 2,22).
Altri passi apocalittici del Nuovo Testamento, tuttavia, descrivono l'azione di un oppositore che si dovrebbe sollevare contro l'avverarsi dei progetti di Dio per l'umanità. Pur senza usare la parola "anticristo", il passo dell'apostolo Paolo nella Seconda lettera ai Tessalonicesi (2,1-12) è stato generalmente interpretato come una descrizione di questa figura antagonista (ὁ ἄνθρωπος τῆς ἀνομίας, ὁ υἱὸς τῆς ἀπωλείας, "l'uomo della iniquità, il figlio della perdizione", un chiaro semitismo per indicare una "persona estremamente iniqua, destinato alla rovina"), personificazione dell'iniquità e ribelle per eccellenza.  Tenendo conto che "iniquità" (ἀνομία) negli scritti di Paolo ha sempre accezione negativa, in quanto qualifica uno stato di ribellione a Dio, questo "uomo iniquo" designerebbe la personificazione della malvagità e dell'opposizione totale e radicale a Dio.
Ciò che sottolinea maggiormente il suo agire è l'esaltazione: egli siede nel tempio di Gerusalemme, il più sacro dei luoghi. Con questo gesto provocatorio, intende rifiutare a Dio il riconoscimento di essere l'unica autorità degna di stare nel tempio, anzi, sedendo nel tempio egli si arroga una dignità divina, pretendendo anche un culto. Nel passo non viene detto dove si trovi questo "ribelle" prima della sua "rivelazione" al mondo, in ogni caso si presenta come un essere sovraumano; ciononostante egli è anche "figlio della perdizione", termine con cui si indica il suo destino ultimo, quello di essere condannato e annientato al momento della seconda venuta di Cristo. Agostino identificherà chiaramente questo avversario di Dio con l'anticristo (De civitate Dei, XX, 19).
Anche una figura simbolica dell'Apocalisse di Giovanni fu spesso interpretata come una descrizione dell'anticristo: la cosiddetta "bestia che sale dal mare" di cui parla il capitolo 13. Giovanni accumula tratti e annotazioni per dire che questa "bestia del mare" non è altro che l'incarnazione storica del drago, il volto storico dell'avversario (Satana). Infatti ne è la riproduzione fedele: ha lo stesso numero di teste e di corna, il drago le trasmette la sua potenza, il suo trono e la sua autorità. Presa di ammirazione per la bestia, tutta la terra si inchina per adorare il drago: è dunque chiaro che la bestia è l'agente terreno di Satana.  Ma a ben guardare, la bestia è anche una scimmiottatura di Gesù Cristo, una sorta di controfigura grottesca: a suo modo "muore e risorge" suscitando stupore e ammirazione tra gli uomini. Per decifrare questa simbologia, occorre rifarsi alle fonti cui l'autore dell'Apocalisse si rifà, soprattutto il libro di Daniele (7,2-8) e l'apocrifo Quarto libro di Esdra ( 11,1-17.). Nella visione di Esdra, l'aquila dalle molte ali è sicuramente l'impero romano; così possiamo pensare che anche per l'Apocalisse di Giovanni la "bestia del mare" (affiancata dal suo falso profeta), più che un anticristo personale sia da interpretare come un'immagine collettiva che raduna tutta la serie delle organizzazioni politiche che si oppongono a Dio, culminate, agli occhi dell'autore, nell'impero romano stesso.

## Nella patristica
Agli inizi del III secolo, Ippolito di Roma identificò la quarta bestia di Daniele con l'Impero romano, e ne previde il collasso con l'affermarsi di dieci «democrazie», cioè dieci regni "nazionali', preludio all'avvento dell'Anticristo, personaggio al quale già Ireneo di Lione aveva dato precisa fisionomia di ultimo oppositore. Successivamente il poeta Commodiano ravvisò nella sconfitta di Valeriano a opera di Sapore I di Persia la soccombenza del Nero redivivus, un autentico anticristo, da parte dell'apocalittico rex ab Oriente, figura ancora più anticristica destinata a porre fine all'Impero (Carm. apol., vv. 805 ss.).

## Europa medievale
(Adso da Montier-en-Der, De ortu, 3-7)

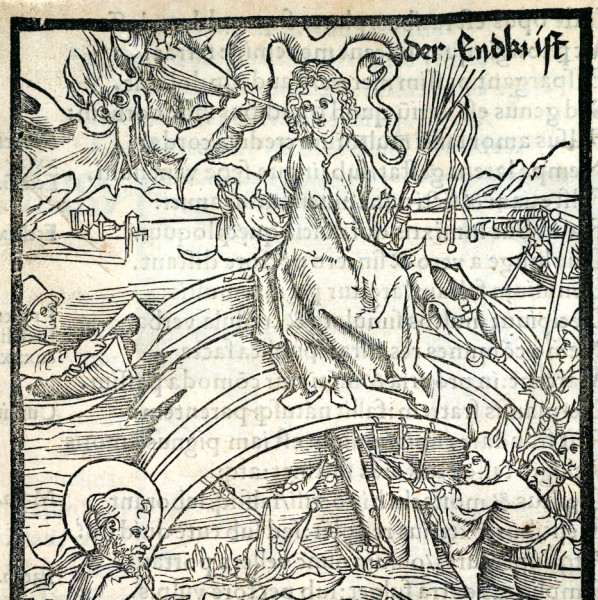
Incisione con la raffigurazione dell'anticristo, 1498

In quanto figure della presenza del maligno nel mondo, i personaggi neotestamentari descritti nel capitolo precedente si sovrapposero e acquisirono ulteriori connotati nel corso dei secoli. Gregorio Magno raccoglie la tradizione dei Padri della Chiesa anteriori e nei suoi Moralia in Job (libro XXXIV, capitoli I-III) distingue i diversi anticristi, che lungo i secoli si oppongono a Cristo obbedendo a Satana, dall'anticristo finale, figura escatologica e terribile.
Bonaventura di Bagnoregio afferma che tutta la Sacra Scrittura è racchiusa in dodici misteri, che egli deduce dal Libro della Sapienza (18,20-25): grazie a questi misteri, egli spiega che «Come si può riconoscere Cristo e il suo corpo, così si potrà riconoscere l'anticristo e il suo corpo» (Collationes in Hexaemeron, XIV, 17). Le fonti più utilizzate lungo tutto il Basso Medioevo per descrivere l'anticristo furono soprattutto gli oracoli della Sibilla Tiburtina, la cosiddetta Apocalisse dello Pseudo-Metodio, gli scritti di Adso da Montier-en-Der e soprattutto quelli del catalano Arnaldo da Villanova.
Negli scritti appena citati, la figura dell'anticristo si arricchisce di ulteriori dettagli. Nel contesto tipicamente antigiudaico di gran parte del cristianesimo medievale, il falso Cristo non poteva essere che ebreo: egli appartiene dunque alla tribù ebraica di Dan, è nato a Corozain o addirittura a Babilonia, il suo nome è Gog da Magog. Proprio come Cristo, anche l'anticristo compirà miracoli, avrà i suoi propri apostoli, distribuirà ricchezze ai suoi adepti e diffonderà il suo potere ovunque; arriverà addirittura a ricostruire il tempio di Gerusalemme, per poi farvisi adorare. È abbastanza evidente come, in questa descrizione, i cristiani sovrapponessero alla descrizione dell'anticristo neotestamentario anche quella del Messia atteso dagli Ebrei loro contemporanei. Non a caso, infatti, quando gli Ebrei cominciarono a ricorrere ai calcoli cabalistici per scoprire la data dell'avvento dell'atteso Messia liberatore, i cristiani si dimostrarono molto interessati a questi stessi calcoli, salvo affermare, naturalmente, che quello che sarebbe venuto non era il Messia ebraico ma l'anticristo stesso.
Nelle sue opere riconosciute come autentiche, Gioacchino da Fiore descrisse un doppio anticristo: l'ultimo anticristo, il principale, ma anche un altro anticristo minore che doveva apparire nei tempi presenti della Chiesa. L'evoluzione di questa doppia figura si può vedere, per esempio, nei testi di Pietro di Giovanni Olivi (dove si parla di un "anticristo mistico" che precederà l'anticristo finale), di Ubertino da Casale, e soprattutto di Giovanni di Rupescissa, per il quale addirittura la figura del primo anticristo si sdoppia ulteriormente: si stabilizza così una sequenza escatologica che ha come tappe
- la persecuzione della Chiesa da parte di un anticristo occidentale o nuovo Nerone,
- il trionfo di un anticristo orientale che ingannerà tutto il popolo ebraico,
- la sconfitta di questi due anticristi da parte dei cristiani guidati da un riparatore o papa angelico,
- l'instaurazione di un millennio di pace e armonia,
- la conclusione del millennio e l'arrivo da Oriente dei popoli selvaggi e cannibali di Gog e Magog,
- l'avvento dell'ultimo anticristo,
- la sua sconfitta alla seconda venuta di Cristo,
- il giudizio finale,
- la fine del mondo e l'ingresso nell'eternità.

San Vincenzo Ferrer era addirittura ossessionato dall'imminente avvento dell'anticristo, tanto che in un famoso sermone tenuto a Tortosa il 1º luglio 1413 ne descrisse l'imminente rivelazione (Ferrer era certo che allora fosse già nato), i nomi con cui si sarebbe presentato e la sua opera per ingannare gli Ebrei, i musulmani, i Tartari e gli stessi cristiani.
Tra i personaggi storici in cui nel Medioevo si volle identificare l'anticristo, va citato soprattutto Federico II, visto come l'anticristo soprattutto negli ambienti francescani. Di volta in volta, tuttavia, l'anticristo venne riconosciuto in altre figure storiche, soprattutto di re e imperatori: nella sua prima grande opera profetica, il Liber secretorum eventuum, ad esempio, Giovanni di Rupescissa intende dimostrare che il giovane re Ludovico di Sicilia era l'anticristo. L'improvvisa morte del sovrano fece sì che anche Rupescissa correggesse le sue affermazioni, e nelle sue opere successive l'anticristo non è più identificato con un nome preciso.

## Nostradamus
Nostradamus è debitore, nelle sue quartine profetiche, di un'amplissima serie di fonti e di tradizioni tipicamente medievali. La ricerca di un linguaggio volutamente criptico, tuttavia, rende l'interpretazione di queste quartine quanto mai difficoltosa. Negli ultimi secoli, alcuni studiosi hanno voluto riconoscere personaggi storici realmente esistiti dietro i "tre anticristi" di cui parla l'astrologo. Il terzo anticristo, secondo i vaticini di Nostradamus sarà originario di un Paese occidentale (quartina VIII,77), distruggerà la Santa Sede (quartina IX,99) e stabilirà l'"abominio della desolazione".
(VIII,77)
Vent Aquilon fera partir le siege,
Par meurs ietter cendres, chauls, & poussiere :
Par pluye apres, qui leur fera bien pege,
Dernier secours encontre leur frontiere.
(IX,99)»
Vento Aquilone farà partire la sede,
per abitudine gettare ceneri, calce e polvere:
per pioggia poi, che ben farà loro piaga,
ultimo soccorso contro la loro frontiera.»

## Riformatori protestanti
Molti Riformatori protestanti, tra i quali Martin Lutero, Giovanni Calvino, Thomas Cranmer, John Thomas, John Knox e Cotton Mather, identificarono il papato romano come l'anticristo. I Centuriatori di Magdeburgo, un gruppo di studiosi luterani guidati da Mattia Flacio Illirico, scrissero il dodicesimo volume delle "Centurie" proprio per denunciare l'iniquità del papato e identificare l'anticristo con il papa romano. A questo proposito, durante la quinta sessione dei dialoghi tra i Luterani e la Chiesa cattolico-romana (tenuti nel 1973 sul tema "Primato papale e Chiesa universale"), si è fatto notare che:
(V dialogo luterano-cattolicoromano)

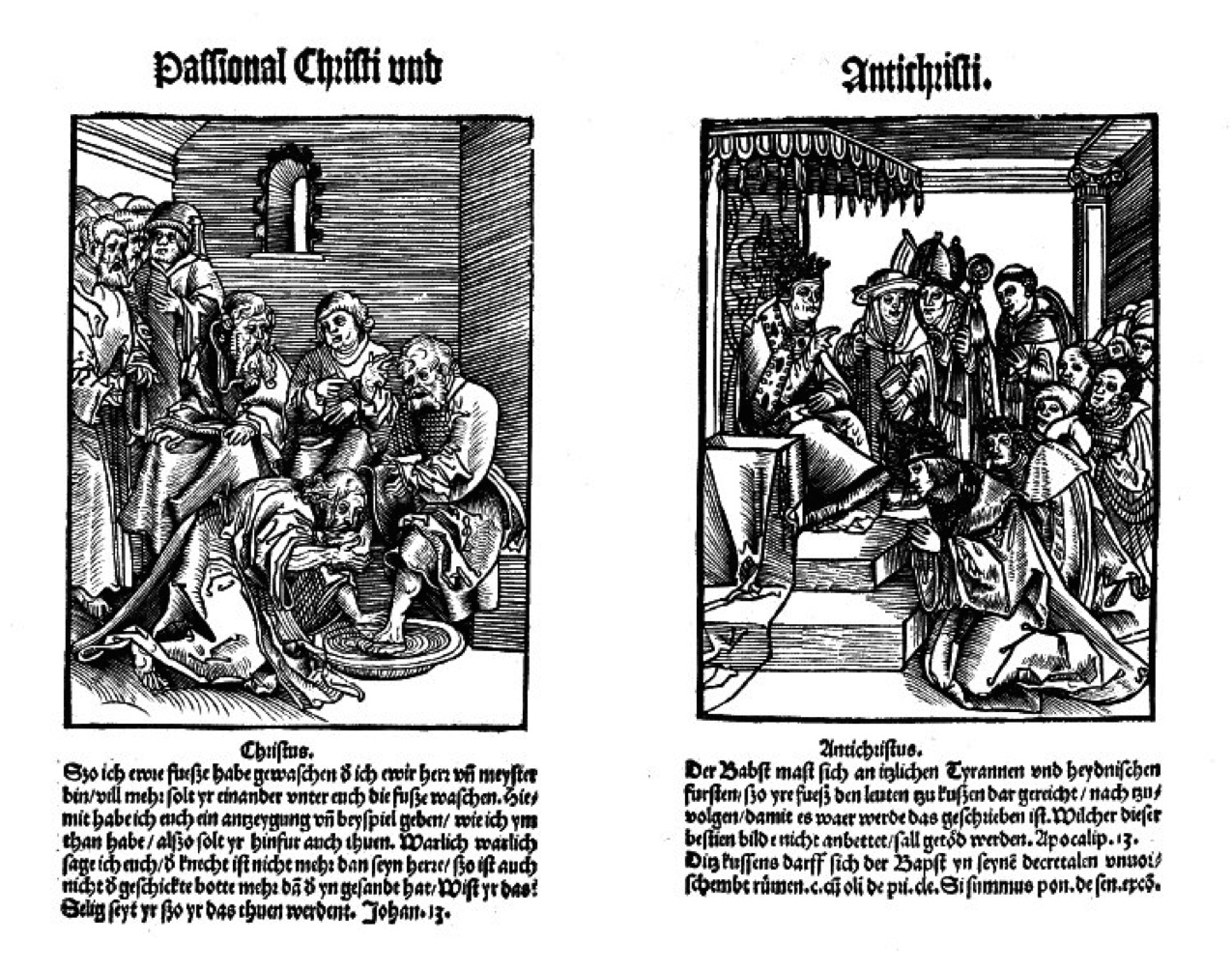
Incisione di Lucas Cranach con un evidente contrapposizione tra Gesù Cristo che aveva lavato i piedi ai discepoli e il papa come Antichristus che si fa baciare i piedi dai potenti della terra

William Tyndale, un riformatore inglese, affermò che i regni cattolici della sua epoca erano l'impero dell'anticristo, ma anche che qualunque organizzazione religiosa che distorcesse la dottrina dell'Antico e del Nuovo Testamento dimostrava di essere opera dell'anticristo. Nel suo trattato The Parable of the Wicked Mammon, egli rigettò espressamente l'insegnamento consolidato che affermava che un anticristo personale sarebbe sorto nel futuro, e insegnò che l'anticristo è una forza spirituale sempre presente, che accompagnerà i credenti fino alla fine dei giorni, sotto diversi travestimenti religiosi di tempo in tempo.
La traduzione di Tyndale del secondo capitolo della Seconda ai Tessalonicesi rifletteva questa sua interpretazione, ma significativamente venne poi emendata da successivi revisori. Anche il comitato di traduttori della Bibbia di re Giacomo preferì seguire più da vicino la versione della Vulgata, che vede nella figura di cui parla l'apostolo Paolo un personaggio storico e personale.

## L'anticristo nel cattolicesimo contemporaneo
All'interno della cattolico-romana attuale non vi è affatto unanimità circa il fatto che il termine "anticristo" indichi una persona, un prototipo o un'idea.
Secondo i teologi o predicatori più tradizionalisti, dell'anticristo che si farà dio per imporre all'umanità il proprio regno parlerebbero esplicitamente sia il Nuovo Testamento sia i Padri della Chiesa, che sono fonti autentiche della dottrina cattolico-romana. Pertanto la dottrina sull'anticristo, ancorché avvolta in un fitto simbolismo di ardua decifrazione, dal punto di vista cattolico non si dovrebbe considerare una mera leggenda o finzione letteraria ma, al contrario, un'autentica rivelazione che fa parte del depositum fidei. In questa prospettiva, nell'Apocalisse di Giovanni si vede un chiaro riferimento all'anticristo (la "bestia che sale dal mare") come ad una "persona", unitamente con il suo "falso profeta", anch'egli un individuo concreto (se l'anticristo è il falso Cristo di Satana, il suo falso profeta potrebbe essere un falso papa). Un'altra prova che l'anticristo sarebbe un uomo in carne e ossa è che l'apostolo Paolo (nella Seconda ai Tessalonicesi) lo chiama "uomo del peccato e figlio della perdizione".
Tra l'altro, il secondo dei due epiteti è attribuito anche al traditore di Cristo, Giuda Iscariota (Vangelo di Giovanni 17,12): ciò viene interpretato affermando che sia Giuda sia l'anticristo sono "figli del diavolo", non nel senso che sono stati generati da lui (in tal caso avrebbero la sua natura, i suoi poteri e potrebbero essere considerati la sua incarnazione), ma per loro libera scelta: per loro volontà decidono di favorire il piano di Satana per contrastare la redenzione operata da Cristo per la salvezza dell'umanità. Sia Giuda sia l'anticristo vengono così considerati i perfetti "deicidi" (epiteto tradizionalmente lanciato contro l'intero popolo ebraico): Giuda per aver tradito Gesù Cristo per trenta monete d'argento, mentre l'anticristo, non potendo più uccidere Cristo corporalmente come fece Giuda, perseguiterà i credenti e la Chiesa alla fine dei tempi.
Un'altra corrente di pensiero considera invece l'anticristo una "leggenda", o comunque una figura simbolica. Secondo questa impostazione, l'anticristo non sarebbe da ravvisarsi in una persona storicamente definita, ma in un atteggiamento etico e filosofico, quale per esempio il relativismo morale, derivato da un nichilismo proclamato o sottaciuto, che costituirebbe il terreno ideale per lo smarrimento dei cristiani, la menzogna e l'antitesi puntuale a Gesù Cristo.

Il catechismo della Chiesa cattolica non prende affatto posizione su questo tema, e in modo abbastanza evidente evita di soffermarsi su qualsiasi interpretazione "personale" dell'anticristo: 
(Catechismo della Chiesa cattolica, 675-676)
Secondo le rivelazioni di Nostra Signora di La Salette, l'Anticristo sarà figlio di una religiosa ebraica e di un vescovo bestemmiatore.

## Il Dajjāl nella tradizione escatologica islamica
Anche nell'Islam è diffusa la credenza che un avversario maligno dovrebbe inaugurare gli eventi escatologici. Esso viene chiamato Dajjāl ("il mentitore") e la sua deleteria opera sarà al fine vanificata dal Mahdi (che in varie tradizioni precederà e preparerà la venuta di ʿĪsā ibn Maryam, cioè Gesù figlio di Maria, il quale sconfiggerà definitivamente l'anticristo: in tal modo è legittimato l'impiego del termine "anticristo" anche nell'ambito dell'apocalittica musulmana). Una tradizione assai radicata vuole che il Dajjāl potrà essere identificato non solo dal suo agire ma anche da alcune caratteristiche somatiche, come il colore delle pupille (una diversa dall'altra), o la forma degli occhi (a goccia), o la capacità visiva (un occhio, il destro, non vedente anche se non bendato).

## L'anticristo nell'arte e nella letteratura
In alcune raffigurazioni, Satana tiene tra le braccia un bambino, che è proprio l'anticristo. Questa immagine è una specie di antitesi dell'iconografia in cui la Vergine tiene in braccio Gesù, affermando così anche nell'immagine che l'anticristo è l'antitesi di Gesù Cristo. Tra i grandi esponenti della letteratura russa contemporanea, Vladimir Sergeevič Solov'ëv, in "I tre dialoghi e il racconto dell'anticristo", descrive l'anticristo come un uomo che liberamente potrebbe scegliere di servire Dio e il bene, e invece sceglie di proprio gusto il male.
Due rilevanti raffigurazioni dell'Anticristo si trovano rispettivamente nel mosaico del Giudizio Universale della Basilica di Santa Maria Assunta (Torcello) e in un affresco di Luca Signorelli (un Anticristo con corna) nella cappella di San Brizio nel duomo di Orvieto.
Secondo Robert de Boron, Merlino è un Anticristo "fallito": dopo aver scoperto di portare in grembo il figlio di Satana, la madre fa subito battezzare il figlio appena nato, privandolo della malvagità, ma non dei suoi incredibili poteri magici.
Nell'esoterismo antroposofico l'anticristo è uno spirito solare, come il Cristo, ma a lui contrapposto, ed è chiamato Sorat.